# Duffield (Derbyshire)
Duffield es una localidad situada en el condado de Derbyshire, en Inglaterra (Reino Unido), con una población estimada a mediados de 2016 de 5138 habitantes.
Se encuentra ubicada al noroeste de la región Midlands del Este, cerca de la frontera con las regiones de Midlands del Oeste, Yorkshire y Humber y Nordeste de Inglaterra, y de los montes Peninos.